# In My Place
«In My Place» és una cançó de la banda anglesa Coldplay, llançada el 5 d'agost de 2002 com senzill de debut del seu segon àlbum d'estudi, A Rush of Blood to the Head. La cançó va arribar a la segona posició de la llista britànica i fou guardonada amb diversos premis mundials.

## Informació

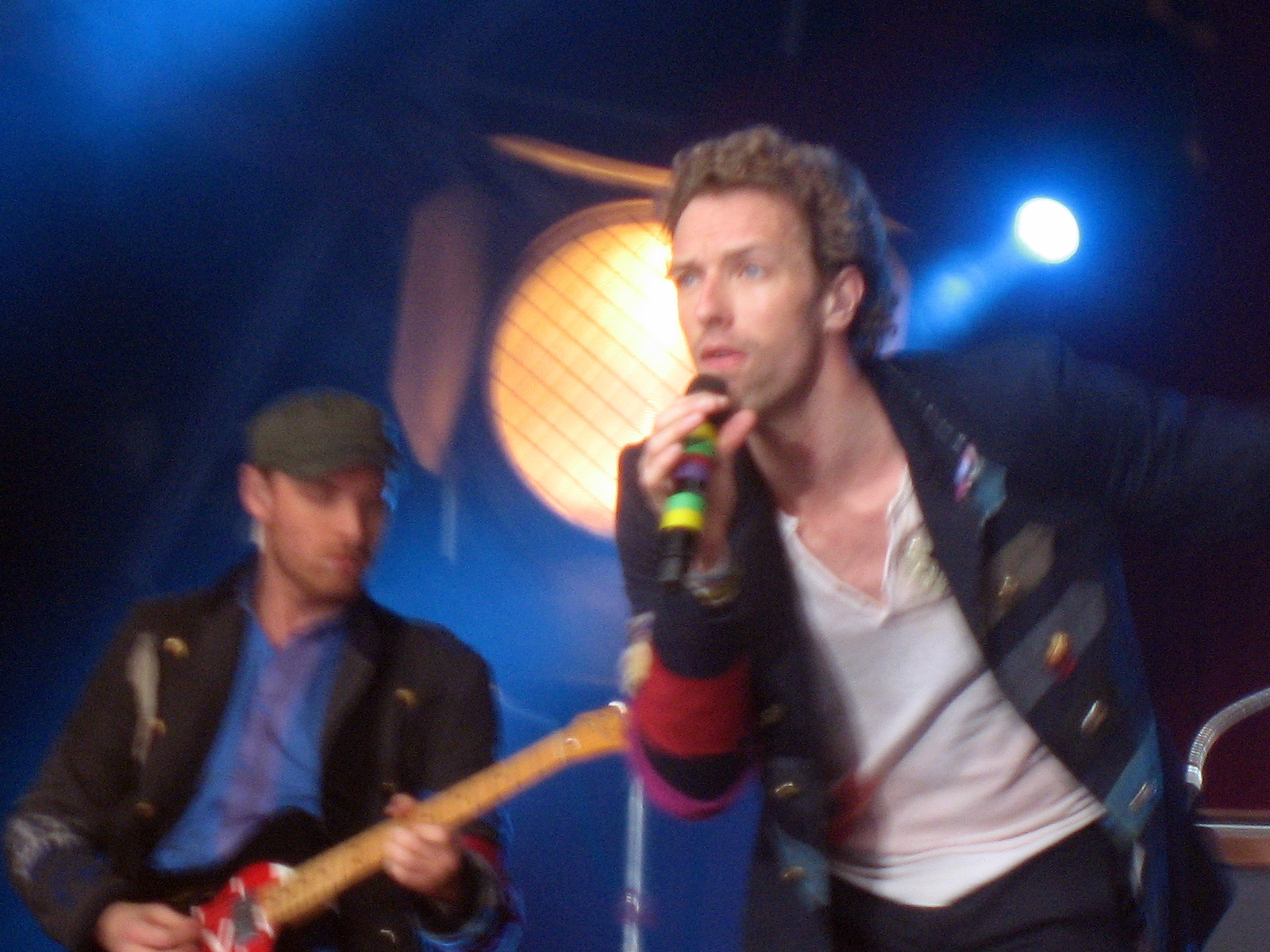
Coldplay interpretant In My Place durant Viva la Vida Tour.

Coldplay va enregistrar la cançó durant la gravació del seu àlbum de debut però van decidir guardar-la pel següent treball. Fou llançada com a primer senzill de l'àlbum el 5 d'agost de 2002 juntament amb dues cares B "One I Love" i "I Bloom Blaum". La portada del senzill fou creada per Sølve Sundsbø amb una imatge sobre la cara del guitarrista Jonny Buckland. El videoclip, dirigit per Sophie Muller, es va estrenar el 17 de juny de 2002 per AOL. En ell apareix el grup tocant en una enorme habitació totalment buida mentre Martin canta directament a càmera.
En la llista britànica de senzills, "In My Place" va arribar al número 2, on va romandre durant tres mesos. Als Estats Units va arribar a la divuitena posició de la llista de rock modern. En els premis Grammy Awards del 2003, la cançó fou guardonada com a millor cançó de rock per duet o grup vocal. La crítica va destacar molt positivament la cançó malgrat la seva senzillesa, lloant l'efecte de lamentació que aconseguia la melodia de les lletres junt amb l'enganxada i centelleig que provocava la guitarra de Jon Buckland.
L'any 2003, Coldplay va incloure la cançó en la seva compilació de directes Live 2003. Ha aparegut en la banda sonora de diverses sèries de televisió com Cold Case (2006) o Fastlane (2003), i també en el videojoc musical Guitar Hero 5 (2009).

## Llista de cançons
1. "In My Place" – 3:48
2. "One I Love" – 4:35
3. "I Bloom Blaum" – 2:11